# 罗城石楠
罗城石楠（学名：Photinia lochengensis）是蔷薇科石楠属的植物，为中国的特有植物。分布于中国大陆的广西等地，生长于海拔850米的地区，目前尚未由人工引种栽培。